# Chudenín
Chudenín é uma comuna checa localizada na região de Plzeň, distrito de Klatovy.